# Fafila (Asturien)

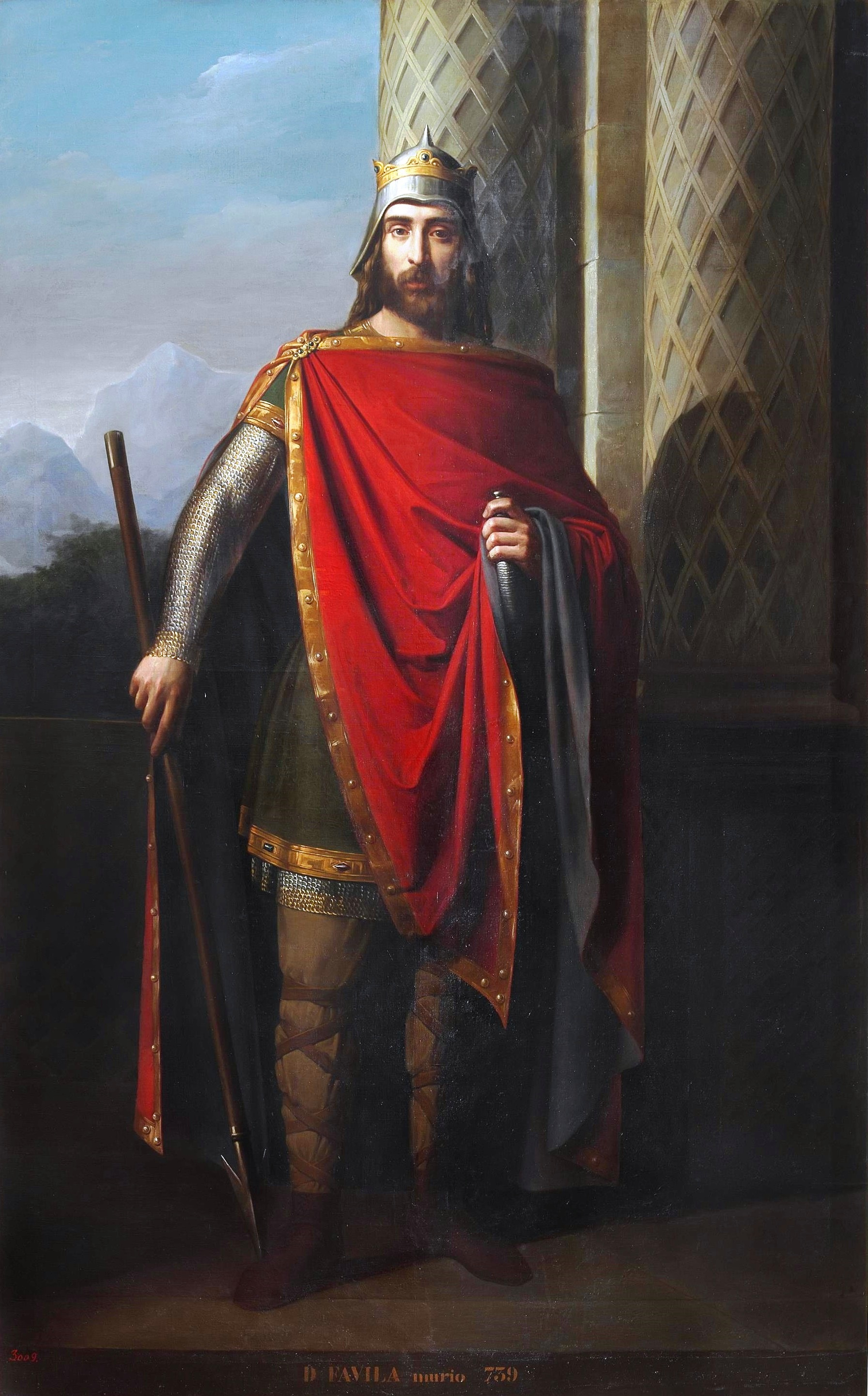
Fafila

Fafila (spanisch: Favila) († 739) war Sohn des ersten Königs (oder Fürsten) von Asturien, Pelayo, und wurde 737 nach dem Tod seines Vaters dessen Nachfolger. Er erbaute in der damaligen Hauptstadt des Reichs, Cangas de Onís, die Kirche Santa Cruz de Cangas de Onís, deren Weihinschrift von 737 erhalten ist. Dort werden Fafilas Gemahlin Froiliuba sowie nicht namentlich genannte Kinder des Königs erwähnt. Nach den Angaben asturischer Chronisten wurde Fafila auf der Jagd von einem Bären getötet. Anscheinend waren nach seinem Tod keine männlichen Nachkommen Pelayos mehr am Leben oder sie waren minderjährig; daher kam 739 Alfons I., der Schwiegersohn Pelayos, an die Macht. Über Fafilas Kinder und ihre Schicksale machen die vertrauenswürdigen Quellen keinerlei nähere Angaben.